# Communauté de communes Rhône Helvie
Die Communauté de communes Rhône Helvie war ein ehemaliger französischer Gemeindeverband mit Rechtsform einer Communauté de communes im Département Ardèche, dessen Verwaltungssitz sich in dem Ort Le Teil befand. Er lag im Südosten des Départements Ardèche am Westufer der Rhône zwischen den Kleinstädten Aubenas und Montélimar. Der Name bezog sich auf das kleine gallische Volk der Helvier, die zu Caesars Zeiten in der Region siedelten. Der im Jahr 2000 gegründete Gemeindeverband bestand aus fünf Gemeinden auf einer Fläche von 121,9 km2.

## Aufgaben
Zu den vorgeschriebenen Kompetenzen gehörten die Entwicklung und Förderung wirtschaftlicher Aktivitäten und des Tourismus sowie die Raumplanung auf Basis eines Schéma de Cohérence Territoriale. Der Gemeindeverband bestimmte die Wohnungsbaupolitik. Er betrieb die Abwasserentsorgung (teilweise) und die Müllabfuhr und -entsorgung. Zusätzlich baute und unterhielt der Verband Kultureinrichtungen.

## Historische Entwicklung
Mit Wirkung vom 1. Januar 2017 fusionierte der Gemeindeverband mit der Communauté de communes Barrès Coiron und bildete so die Nachfolgeorganisation Communauté de communes Ardèche Rhône Coiron.

## Ehemalige Mitgliedsgemeinden
Folgende fünf Gemeinden gehörten der Communauté de communes Rhône Helvie an:
| Gemeinde        | Einwohner 1. Januar 2022 | Fläche km² | Dichte Einw./km² | Code INSEE | Postleitzahl |
| --------------- | ------------------------ | ---------- | ---------------- | ---------- | ------------ |
| Alba-la-Romaine | 1.538                    | 30,5       | 50               | 07005      | 07400        |
| Aubignas        | 477                      | 15,4       | 31               | 07020      | 07400        |
| Le Teil         | 8.812                    | 26,6       | 331              | 07319      | 07400        |
| Saint-Thomé     | 475                      | 19,6       | 24               | 07300      | 07220        |
| Valvignères     | 438                      | 29,8       | 15               | 07332      | 07400        |